# Syndicat mixte Massy-Antony-Hauts-de-Bièvre pour le chauffage urbain et le traitement des résidus ménagers
Le syndicat mixte Massy-Antony-Hauts-de-Bièvre pour le chauffage urbain et le traitement des résidus ménagers est un Établissement public de coopération intercommunale (EPCI) chargé du traitement des déchets ménagers de neuf communes de l'Essonne et des Hauts-de-Seine : quatre communes de la communauté d'agglomération Paris-Saclay (Chilly-Mazarin, Massy, Verrières-le-Buisson et Wissous) et cinq communes de l'Établissement public territorial Vallée Sud Grand Paris (Antony, Bourg-la-Reine, Châtenay-Malabry, Le Plessis-Robinson et Sceaux).

## Fonctionnement
Le syndicat mixte prend en charge le traitement des déchets ménagers de neuf communes : Chilly-Mazarin, Massy, Verrières-le-Buisson et Wissous dans l'Essonne, et Antony, Bourg-la-Reine, Châtenay-Malabry, Le Plessis-Robinson et Sceaux dans les Hauts-de-Seine.
L'incinération est faite à Massy avec valorisation énergétique des déchets ménagers résiduels construite en 1986. En 2008, l'incinérateur a été mis aux normes de 2005. Sa capacité de traitement est de 85 000 tonnes de déchets par an.
En 2016, 24 000 tonnes de déchets recyclables ont ainsi été collectés, près de 75% ont été valorisés.
La collecte en porte à porte ou en points d'apports volontaires est assurée par les communautés d'agglomération, qui est assurée en régie public ou privé suivant les villes.
Depuis 1989, le syndicat gère également une chaufferie au charbon qui brule ensuite dans ses chaudières un mélange de bois et de charbon. Ensuite en 2008, Massy et Antony ont été parmi les premières communes en France à alimenter leur réseau de chaleur issu de 60% d’énergies renouvelables et de récupération. Le réseau couvre 35 kilomètres de longueur, c'est l’un des plus grands de France. Il alimente en chauffage et en eau chaude 26 000 logements à Massy et Antony.
En 2020, la présidence du syndicat est assurée par Pierre Ollier, premier adjoint au maire de Massy.

## Pour approfondir